# Карамзина, Екатерина Андреевна
Екатери́на Андре́евна Карамзина́, урождённая Колыванова (16 (27) ноября 1780 , Ревель — 1 (13) сентября 1851, Санкт-Петербург) — вторая супруга (с 1804 года) писателя-сентименталиста Николая Михайловича Карамзина. Хозяйка знаменитого литературного салона. Внебрачная дочь князя Андрея Ивановича Вяземского. Внучка генерал-аншефа К. Е. Сиверса.

## Биография
Единокровная сестра П. А. Вяземского, внебрачная дочь его отца князя Андрея Ивановича Вяземского и графини Елизаветы Карловны Сиверс. Брак не был заключён потому, что графиня была замужем. В дальнейшем родители Екатерины Андреевны расстались, и она воспитывалась в семье тётки отца — княгини Е. А. Оболенской. Фамилию Колыванова она получила от старого русского названия Ревеля, где она родилась — Колывань. Этой фамилией пользовался в качестве псевдонима также её отец, подписавший «Андрей Передумин Колыванов» изданный по-немецки философский трактат «Наблюдения о человеческом духе и его отношении к миру».

В молодости Екатерина Андреевна была необыкновенно красива. Ф. Ф. Вигель писал в своих «Записках»:
Если бы в голове язычника Фидиаса могла блеснуть христианская мысль и он захотел бы изваять Мадонну, то, конечно, дал бы ей черты Карамзиной в молодости…

Хозяйка известнейшего в 20—50 гг. XIX века петербургского салона. По воспоминаниям В. А. Соллогуба
Самой остроумной и учёной гостиной в Петербурге была, разумеется гостиная г-жи Карамзиной <…>; здесь уже царствовал элемент чисто литературный, хотя и бывало также много людей светских. Всё, что было известного и талантливого в столице, каждый вечер собиралось у Карамзиной; приёмы отличались самой радушной простотой <…>. Но, несмотря на это, приёмы эти носили отпечаток самого тонкого вкуса, самой высокопробной добропорядочности.
А. И. Кошелев отмечал, что в этом салоне, единственном в Петербурге, не было карточной игры и говорили по-русски.
Салон Карамзиных посещали Пушкин, Жуковский, Вяземский, Тургенев, Лермонтов
.
П. А. Плетнёв, вспоминая 30-е годы — время расцвета салона Карамзиных, писал В. А. Жуковскому: «Всех нас связывала и животворила чистая, светлая литература». 

Екатерина Андреевна участвовала в работе мужа над «Историей государства российского», правила корректуру и считывала привозимые из типографии экземпляры. После его смерти помогла Д. Н. Блудову и К. С. Сербиновичу закончить и издать последний 12 том.
Пушкин был дружен с Е. А. Карамзиной и её семьёй с конца 1810-х годов. В рассказах о Пушкине, записанных П. И. Бартеневым, есть такой эпизод:

«Покойница Екатерина Афанасьевна Протасова (мать Воейковой) рассказала (как говорил мне Н. А. Елагин), что Пушкину вдруг задумалось приволокнуться за женой Карамзина. Он даже написал ей любовную записку. Екатерина Андреевна, разумеется, показала её мужу. Оба расхохотались и, призвавши Пушкина, стали делать ему серьёзные наставления. Всё это было так смешно и дало Пушкину такой удобный случай ближе узнать Карамзиных, что с тех пор их полюбил, и они сблизились».

По другим данным, записка Пушкина предназначалась не Карамзиной и попала к ней по ошибке. Перед смертью поэт просил Екатерину Андреевну перекрестить его. По гипотезе Ю. Н. Тынянова, жена историографа была «утаённой любовью Пушкина», чей образ отразился в ряде южных поэм; пушкинистикой эта гипотеза поддержана не была.
Но А. О. Смирнова-Россет отмечала:
Я наблюдала за его обращением с Карамзиной: это не только простая почтительность по отношению к женщине уже старой — это нечто более ласковое. Он чрезвычайно почтителен с княгиней Вяземской, с мадам Хитрово, но его обращение с Карамзиной совсем не то…

## Дети
В браке имела 9 детей, также Екатерина Андреевна воспитывала дочь Николая Михайловича от первого брака с Елизаветой Ивановной Протасовой — Софью (1802—1856).
- Наталья Николаевна (26.10.1804[9]—05.05.1810)
- Екатерина Николаевна (1806—1867), петербургская знакомая Пушкина; с 27 апреля 1828 года была замужем за отставным подполковником гвардии князем Петром Ивановичем Мещерским (1802—1876), женатым на ней вторым браком. Их сын писатель и публицист Владимир Мещерский (1839—1914)
- Андрей Николаевич (20.10.1807—13.05.1813)
- Наталья Николаевна (06.05.1812—06.10.1815)
- Андрей Николаевич (1814—1854), после окончания Дерптского университета, был вынужден по здоровью находиться за границей, позднее — отставной полковник. Был женат на Авроре Карловне Демидовой. От внебрачной связи с Евдокией Петровной Сушковой имел детей.
- Александр Николаевич (1815—1888), после окончания Дерптского университета служил в конной артиллерии, в молодости был великолепным танцором и весельчаком, был близок с семьей Пушкина в его последний год жизни. Женат на княжне Наталье Васильевне Оболенской (1827—1892), детей не было.
- Николай Николаевич (03.08.1817—21.04.1833)
- Владимир Николаевич (1819—1879), в 1839 году окончил юридический факультет Петербургского университета, впоследствии член консультации при министре юстиции, сенатор. Отличался остроумием и находчивостью. Был женат на баронессе Александре Ильиничне Дука (1820—1871), дочери генерала И. М. Дука. Потомства не оставили.
- Елизавета Николаевна (09.02.1821[10]—14.02.1891[11]), родилась в Петербурге, крещена 22 февраля 1821 года в Симеоновской церкви при восприемстве князя А. П. Оболенского, Е. Ф. Муравьевой, брата Андрея и сестры Екатерины; с 1839 года фрейлина, замужем не была. Не имея состояния, жила на пенсию, которую получала как дочь Карамзина. Проживала в семье сестры княгини Мещерской, где её ласково звали Бабу. Отличалась умом и безграничной добротой, принимая все чужие горести и радости близко к сердцу. Писатель Л. Н. Толстой называл её «примером самоотвержения». Умерла от болезни сердца в Кореизе.

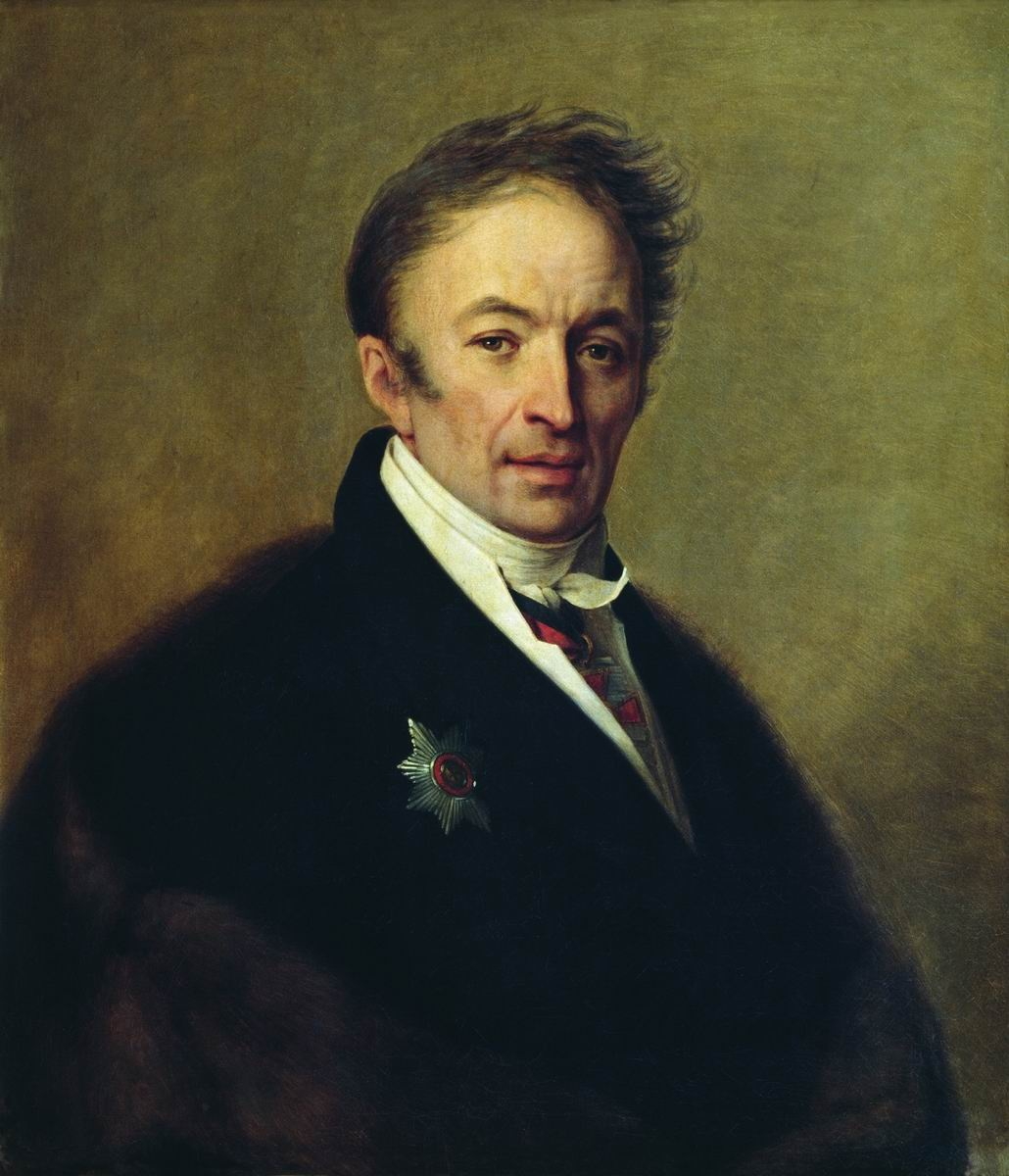
Николай Михайлович, муж
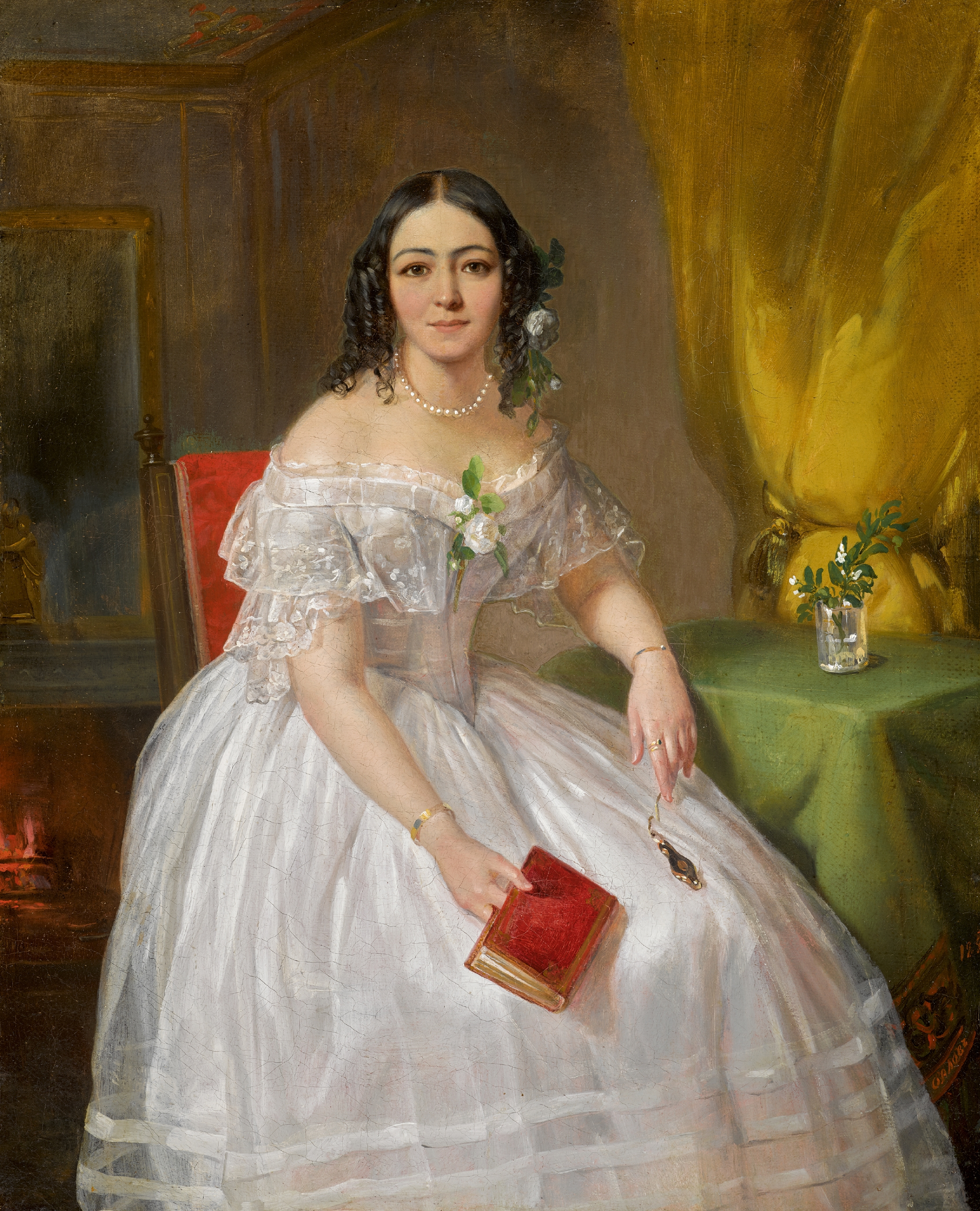
Софья Николаевна, падчерица
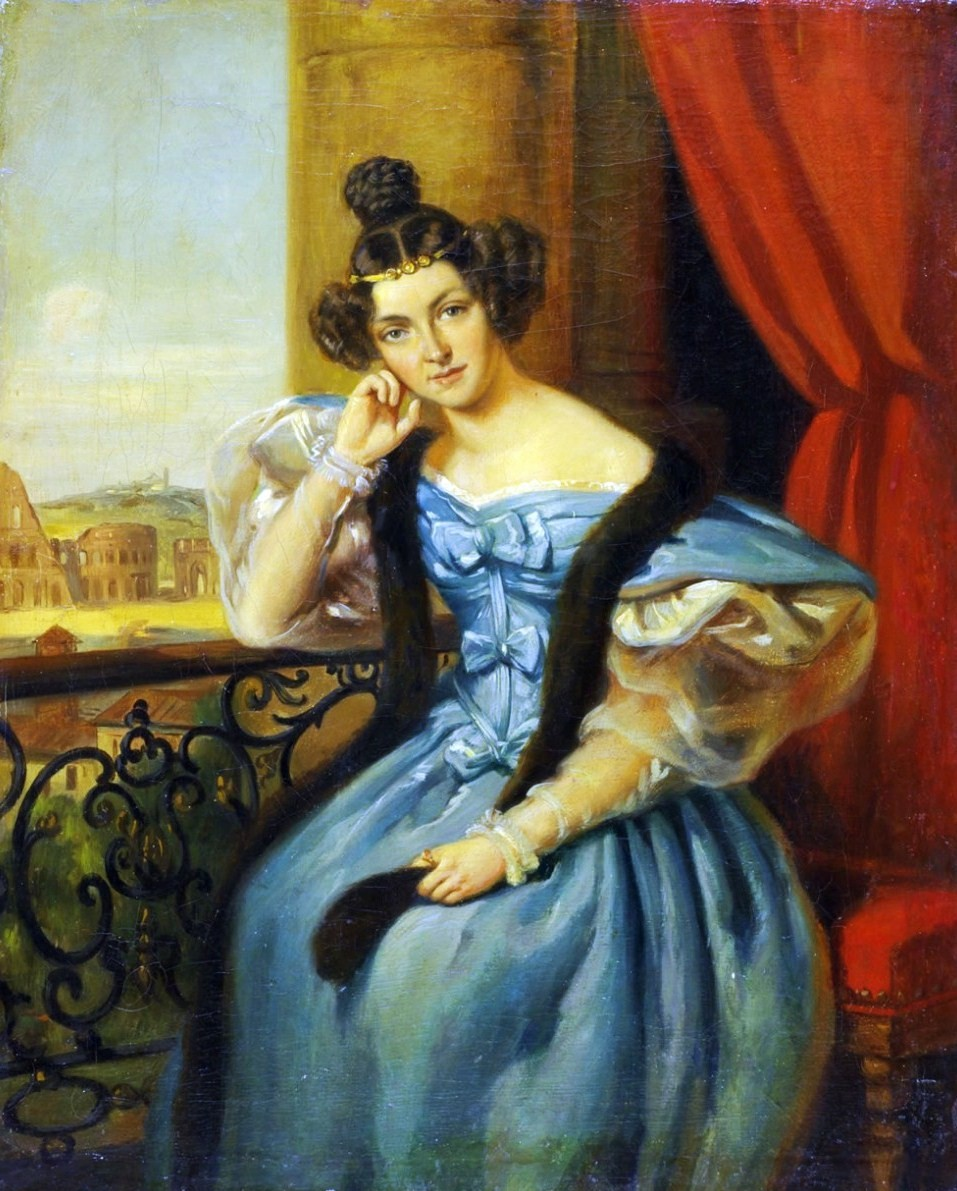
Екатерина Николаевна, дочь
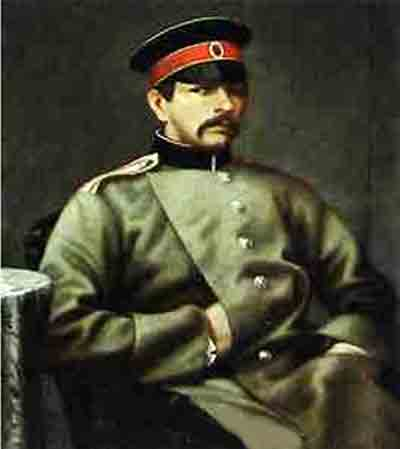
Андрей Николаевич, сын
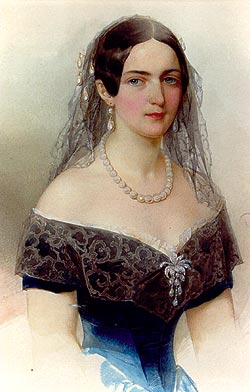
Аврора Карловна, невестка
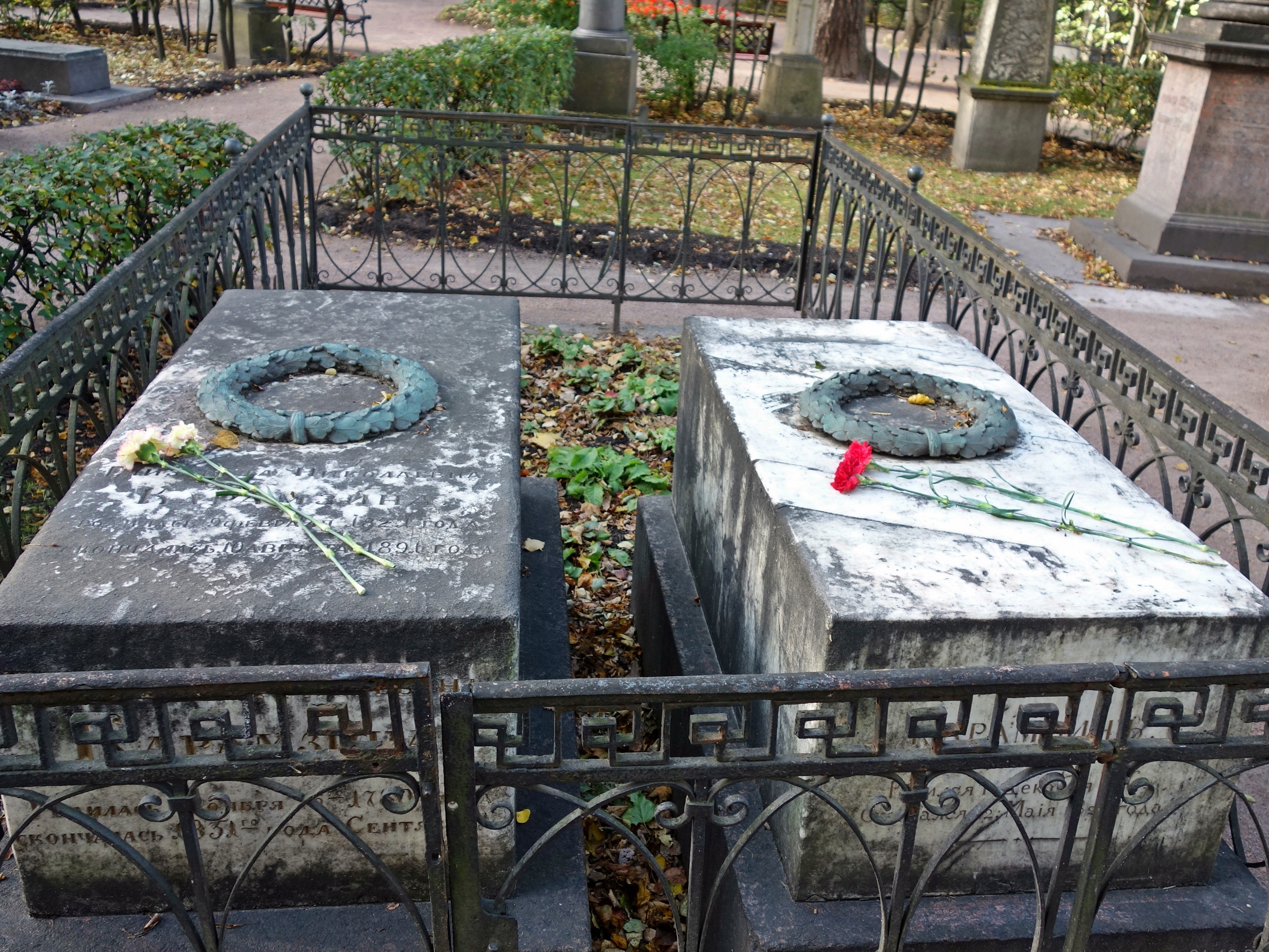
Могила Н. М. и Е. А. Карамзиных на Тихвинском кладбище Александро-Невской лавры, 2014.